# Frankrijk op de Olympische Winterspelen 1984
Tijdens de Olympische Winterspelen van 1984, die in Sarajevo (Joegoslavië) werden gehouden, nam Frankrijk voor de veertiende keer deel.

## Medailleoverzicht
| Sport       | Olympiër      | Discipline       | Medaille |
| ----------- | ------------- | ---------------- | -------- |
| Alpineskiën | Perrine Pelen | slalom (v)       | Zilver   |
| Alpineskiën | Perrine Pelen | reuzenslalom (v) | Brons    |
| Alpineskiën | Didier Bouvet | slalom (m)       | Brons    |

## Deelnemers en resultaten

### Alpineskiën
| Olympiër             | Discipline       | Resultaat | Prestatie                       |
| -------------------- | ---------------- | --------- | ------------------------------- |
| Didier Bouvet        | reuzenslalom (m) | 14e       | 2.44,25 (+3,07) 1.22,16+1.22,09 |
| Didier Bouvet        | slalom (m)       | Brons     | 1.40,20 (+0,79) 51,99+48,21     |
| Michel Canac         | slalom (m)       | dnf-1     | opgave run 1                    |
| Franck Piccard       | afdaling (m)     | 20e       | 1.48,06 (+2,47)                 |
| Franck Piccard       | reuzenslalom (m) | dnf-1     | opgave run 1                    |
| Yves Tavernier       | reuzenslalom (m) | 16e       | 2.45,37 (+4,19) 1.23,32+1.22,05 |
| Yves Tavernier       | slalom (m)       | dnf-1     | opgave run 1                    |
| Philippe Verneret    | afdaling (m)     | 29e       | 1.49,30 (+3,71)                 |
| Michel Vion          | afdaling (m)     | 25e       | 1.48,68 (+3,09)                 |
| Michel Vion          | reuzenslalom (m) | dnf-1     | opgave run 1                    |
| Michel Vion          | slalom (m)       | dq-1      | diskwalificatie run 1           |
|                      |                  |           |                                 |
| Caroline Attia       | afdaling (v)     | 15e       | 1.15,04 (+1,68)                 |
| Élisabeth Chaud      | afdaling (v)     | dnf       | opgave                          |
| Christelle Guignard  | slalom (v)       | dnf-2     | opgave run 2                    |
| Carole Merle         | reuzenslalom (v) | 11e       | 2.23,27 (+2,29) 1.10,73+1.12,54 |
| Carole Merle         | slalom (v)       | 16e       | 1.44,30 (+7,83) 51,68+52,62     |
| Perrine Pelen        | reuzenslalom (v) | Brons     | 2.21,40 (+0,42) 1.09,64+1.11,76 |
| Perrine Pelen        | slalom (v)       | Zilver    | 1.37,38 (+0,91) 48,85+48,53     |
| Anne-Flore Rey       | reuzenslalom (v) | 10e       | 2.22,95 (+1,97) 1.10,09+1.12,86 |
| Anne-Flore Rey       | slalom (v)       | dq-1      | diskwalificatie run 1           |
| Fabienne Serrat      | reuzenslalom (v) | dnf-2     | opgave run 2                    |
| Marie-Luce Waldmeier | afdaling (v)     | 20e       | 1.15,56 (+2,20)                 |

### Biatlon
| Olympiër                                                 | Discipline             | Resultaat | Prestatie                                                                                       |
| -------------------------------------------------------- | ---------------------- | --------- | ----------------------------------------------------------------------------------------------- |
| Éric Claudon                                             | 10 km (m)              | 28e       | 34.05,1 (+3.11,3) pen.: 2 (1 / 1)                                                               |
| Francis Mougel                                           | 10 km (m)              | 27e       | 33.50,4 (+2.56,6) pen.: 4 (3 / 1)                                                               |
| Francis Mougel                                           | 20 km (m)              | 21e       | 1:20.20,5 (+8.27,8) pen.: 7 (1 / 4 / 1 / 1)                                                     |
| Yvon Mougel                                              | 10 km (m)              | 6e        | 31.32,9 (+39,1) pen.: 2 (0 / 2)                                                                 |
| Yvon Mougel                                              | 20 km (m)              | 4e        | 1:14.53,1 (+3.00,4) pen.: 4 (1 / 2 / 0 / 1)                                                     |
| Christian Poirot                                         | 20 km (m)              | 23e       | 1:20.54,2 (+9.01,5) pen.: 6 (1 / 1 / 0 / 4)                                                     |
| Francis Mougel Éric Claudon Yvon Mougel Christian Poirot | 4x7,5 km estafette (m) | 9e        | 1:43.57,60 (+5.05,9) pen.: 3-10 (2-5 / 0-0 / 1-5 / 0-0) (27.23,6 / 25.36,1 / 26.22,9 / 24.35,0) |

### Bobsleeën
| Olympiër (deelname)                                            | Discipline                | Resultaat | Prestatie                                       |
| -------------------------------------------------------------- | ------------------------- | --------- | ----------------------------------------------- |
| Gérard Christaud Patrick Lachaud                               | 2-mansbob (m) Frankrijk I | dns-4     | niet gestart run 4                              |
| Gérard Christaud Philippe Aurox Philippe Stott Patrick Lachaud | 4-mansbob (m) Frankrijk I | 13e       | 3.25,26 (+5,04) (50,77 / 51,51 / 51,50 / 51,48) |

### Kunstrijden
| Olympiër (deelname)         | Discipline | Resultaat | Prestatie                                                        |
| --------------------------- | ---------- | --------- | ---------------------------------------------------------------- |
| Jean-Christophe Simond      | mannen     | 6e        | 11,8 punten (verpl. figuren: 2 - korte kür: 4 - lange kür: 9)    |
| Laurent Depouilly           | mannen     | 15e       | 29,6 punten (verpl. figuren: 14 - korte kür: 13 - lange kür: 16) |
| Agnès Gosselin              | vrouwen    | 18e       | 35,4 punten (verpl. figuren: 18 - korte kür: 19 - lange kür: 17) |
| Nathalie Hervé Pierre Béchu | ijsdansen  | 14e       | 28,4 punten (verpl. dans: 13 - org. dans: 14 - vrije dans: 15)   |

### Langlaufen
| Olympiër            | Discipline | Resultaat | Prestatie            |
| ------------------- | ---------- | --------- | -------------------- |
| Jean-Denis Jaussaud | 15 km (m)  | 44e       | 45.44,4 (+4.18,8)    |
| Jean-Denis Jaussaud | 30 km (m)  | 42e       | 1:38.48,1 (+9.51,8)  |
| Dominique Locatelli | 15 km (m)  | 31e       | 44.07,5 (+2.41,9)    |
| Dominique Locatelli | 30 km (m)  | 18e       | 1:33.25,3 (+4.29,0)  |
| Dominique Locatelli | 50 km (m)  | 28e       | 2:26.21,3 (+10.25,5) |

### Schaatsen
| Olympiër        | Discipline   | Resultaat | Prestatie           |
| --------------- | ------------ | --------- | ------------------- |
| Jean-Noël Fagot | 5000 m (m)   | 31e       | 7.44,60 (+32,32)    |
| Jean-Noël Fagot | 10.000 m (m) | 31e       | 15.59,65 (+1.19,75) |
| Hans van Helden | 500 m (m)    | 24e       | 39,71 (+1,52)       |
| Hans van Helden | 1000 m (m)   | 18e       | 1.18,77 (+2,97)     |
| Hans van Helden | 1500 m (m)   | 4e        | 1.59,39 (+1,03)     |
| Hans van Helden | 5000 m (m)   | 11e       | 7.24,59 (+12,31)    |
| Hans van Helden | 10.000 m (m) | 25e       | 15.26,10 (+46,20)   |

### Schansspringen
| Olympiër     | Discipline         | Resultaat | Prestatie                                         |
| ------------ | ------------------ | --------- | ------------------------------------------------- |
| Gérard Colin | normale schans (m) | 15e       | 192,5 punten 98,7 p. (84,5 m) + 93,8 p. (83,0 m)  |
| Gérard Colin | grote schans (m)   | 32e       | 163,8 punten 71,2 p. (90,0 m) + 92,6 p. (101,0 m) |

Andorra · Argentinië · Australië · België · Bolivia · Bondsrepubliek Duitsland · Britse Maagdeneilanden · Bulgarije · Canada · Chili · China · Chinees Taipei · Costa Rica · Cyprus · Duitse Democratische Republiek · Egypte · Finland · Frankrijk · Griekenland · Groot-Brittannië · Hongarije · IJsland · Italië · Japan · Joegoslavië · Libanon · Liechtenstein · Marokko · Mexico · Monaco · Mongolië · Nederland · Nieuw-Zeeland · Noord-Korea · Noorwegen · Oostenrijk · Polen · Puerto Rico · Roemenië · San Marino · Senegal · Sovjet-Unie · Spanje · Tsjecho-Slowakije · Turkije · Verenigde Staten · Zuid-Korea · Zweden · Zwitserland